# Schwammerlturm

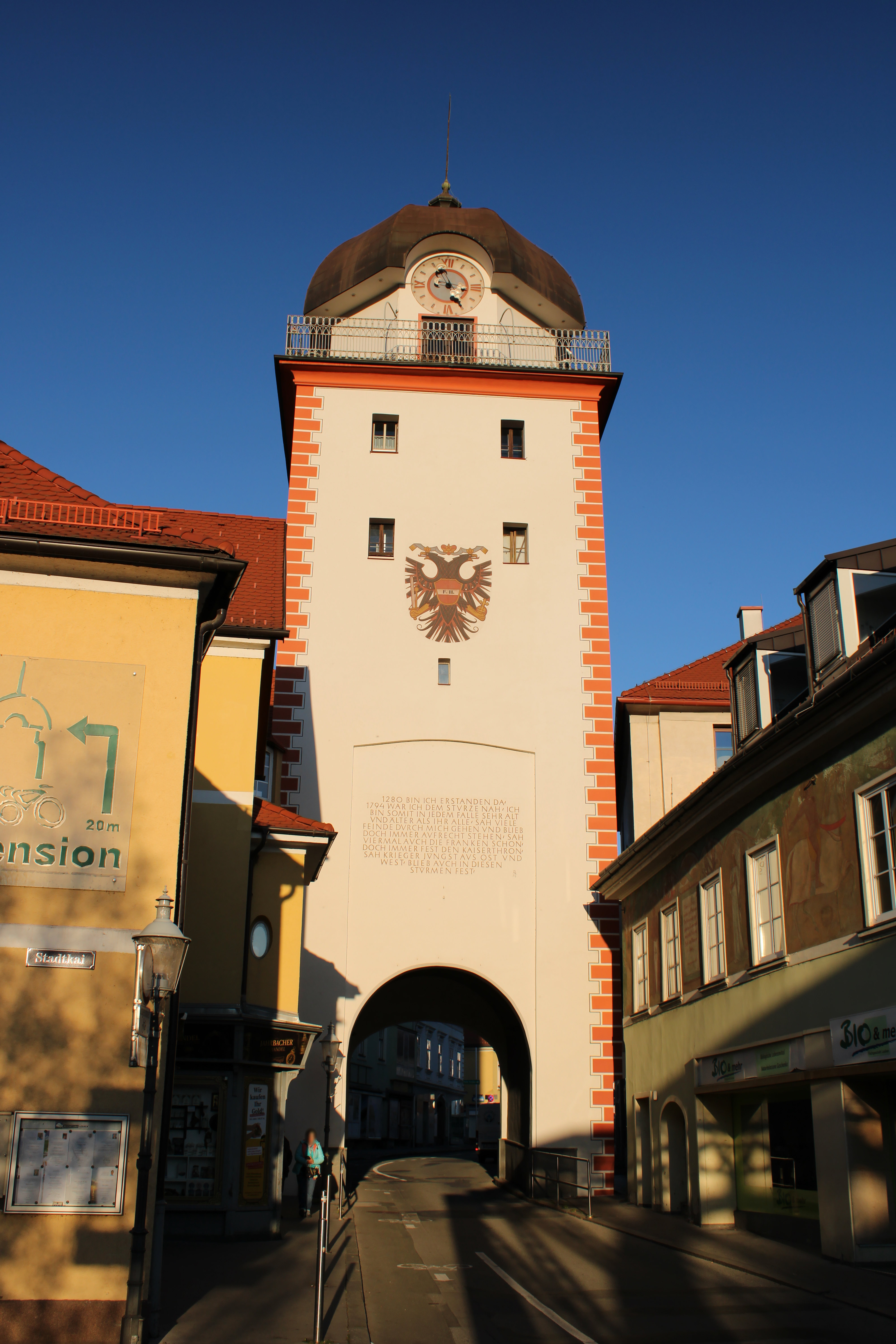
Schwammerlturm von der Murseite

Der Schwammerlturm ist ein zirka 30 Meter hoher, mittelalterlicher Turm in der Stadt Leoben im österreichischen Bundesland Steiermark. Er war Teil der früheren Wehranlage, ist das einzige bis heute erhalten gebliebene Stadttor und stellt das Wahrzeichen von Leoben dar. Die volkstümliche Bezeichnung des Bauwerks kommt von der Ähnlichkeit seines etwa halbkugelförmigen und mit seiner Traufe deutlich über das schmälere Obergeschoß auskragende Daches mit einem Pilzhut (süddt.: Schwammerl = Pilz). Der eigentliche, aber im Alltag kaum mehr benutzte Name lautet Mautturm.
Auf der der Innenstadt abgewandten Seite existiert eine Inschrift, welche die Geschichte des Turms in Gedichtform wiedergibt, sowie die Abbildung eines Doppeladlers. Auf der Seite zur Innenstadt hin befindet sich das Leobener Stadtwappen und das Bild des aktuellen Bundeswappens.
Der Turm weist eine schmale im Einrichtungsverkehr (ostwärts) genutzte Straßendurchfahrt auf, sowie 4 Uhren, für die die 8-flächige Dachkuppel an ihrer Unterkante jeweils halbrund ausgeschnitten ist. Um das dafür etwas zurückgesetzte oberste Geschoß läuft eine Aussichtsterrasse mit Sitzgelegenheiten des Turmcafés. Fußgängerpassagen laufen beidseits des Torturms fahrbahnparallel durch die angebauten Gebäude.
Über 25 Stufen im südöstlichen Nachbargebäude gelangt man in das Turmstockwerk über dem Durchfahrtsgewölbe. Nach 15 Glasstufen erreicht man den unteren Lifteinstieg der parallel zu den folgenden 79 Stufen bis auf Höhe Café und Terrasse führt.

## Geschichte
Mit der im 13. Jahrhundert stattgefundenen Siedlungsverlegung wurde eine Wehranlage, welche den Eingang in die Stadt von Westen überwachen sollte, erbaut. Es gibt unterschiedliche Vermutungen für diese Siedlungsverlegung; zum einen wird ein großer Brand im Jahre 1268 in Alt-Leoben angenommen, zum anderen wird als Grund das Bestreben des Königs Ottokar II. Přemysl von Böhmen angegeben, die Städte Leoben und Bruck an der Mur als Stützpunkte gegen den verschwörerischen Adel einzurichten.
Im Jahre 1512 wurde die mittelalterliche Anlage erneuert und 1615 von Peter Carlone als Turm von Grund auf neu konstruiert. Somit ist das heutige Gedicht zur Geschichte des Turms nicht völlig korrekt.
Ursprünglich hatte der damalige Mauttorturm ein Spitzdach. Durch das starke Erdbeben im Jahre 1794 erlitten die Mauern des Turms keine großen Schäden. Ab dem Dachstuhl hatten sich vier Erker aus der Mauer gelöst, welche abzustürzen drohten. Im Zuge der Sicherheitsmaßnahmen bekam der Turm ein kuppelförmiges Dach, weshalb der Spitzname Schwammerlturm entstand.
1845 erfolgte die Renovierung des Turms durch den Maler Johann Max Tendler. Im Rahmen dieser Arbeiten wurde das von ihm verfasste Gedicht angebracht:
1280 bin ich erstanden da,

1794 war ich dem Sturze nah,

ich bin somit in jedem Falle

sehr alt und älter als ihr alle,

sah viele Feinde durch mich gehen

Aufschrift auf der Murseite des Schwammerlturms

und blieb doch immer aufrecht stehen,

sah viermal auch die Franken schon,

doch immer fest den Kaiserthron,

sah Krieger jüngst aus Ost und West,

blieb auch in diesen Stürmen fest.
Die letzten zwei Zeilen jedoch wurden als Hinweis auf den Zweiten Weltkrieg nach dessen Ende von Josef Freudenthaler verfasst und 1954 hinzugefügt.
1926 wurde der Schwammerlturm restauriert, bei der ein bis dahin vorhandenes Fresko auf der Innenstadtseite entfernt wurde. Das Motiv des Freskos, welches von Dominik Schuster im Jahre 1795 renoviert und noch im Jahre 1880 erneuert worden war, stellte eine Kreuztragung dar. Außerdem wurden 1926 noch der kaiserliche Adler sowie das Stadtwappen entfernt.

Die Sicht vom Hauptplatz auf den Schwammerlturm

Im Jahre 1954 fand die jüngste Restaurierung des Turms statt. Nun befindet sich auf der Murseite der Doppeladler sowie der von Friedrich Mayer-Beck typografisch gestaltete und von Malermeister Ramschek umgesetzte Spruch mit den Ergänzungen von Josef Freudenthaler. Das Stadtwappen und der österreichische Adler wurden auf der Stadtseite wieder aufgebracht.

## Kultur
Der Schwammerlturm bietet sich Künstlern wiederholt als Motiv. So existieren Werke von
- Georg Gasz (Federzeichnung)
- Johann Motschmann (Aquarellbild)
- Adalbert Nagele (Gedicht)
- August Trummer (Druckgrafik)
- Robert Potutschnig (Aquarellbild)

Der Turm selbst dient unter anderem als Kulturstätte. Es gibt laufend Ausstellungen, die gratis zugänglich sind. Bisher waren zu sehen:
- Juni 2005 bis September 2005: Kunst im Turm im Stiegenaufgang (Kunstbaustelle LEKUBA)
- September 2005 bis Oktober 2005: OXYD-ROTER-FADEN (Skulpturen, Bilder und Installationen, angeregt durch die rostroten Dächer in Leoben) der KG FreiRäume Hallein
- November 2005 bis Jänner 2006: Keramikobjekte von Margret Pointner
- Dezember 2005 bis Ende 2006: Bilder und Objekte von Eike Lammer
- seit Mitte 2007: Historische Trutzwaffen (Jagdwaffe aber auch zum Schutz der Sippe verwendet. Im Laufe der Zeit wurde daraus eine militärische Waffe für Kriege.[4])

Im Treppenaufgang des Turms wurde eine private Sammlung von Blankwaffe ausgestellt, seit Juni 2016 werden davon nur mehr in einer Vitrine Stangenwaffen gezeigt. In etwa 14 weiteren Vitrinen sind nun 28 Reproduktionen von Bildern des Turms aus 1890 bis 1985 zu sehen. Unbeschriftet und großteils ohne Nummerierung fällt die Zuordnung zu Einträgen im Katalog-Faltblatt (erhältlich im Café) schwer.
Jährlich in der Adventszeit findet mehrmals das traditionelle Turmblasen mit der „Bläsergruppe Rudolf Strauß“ statt.
Ein Café liegt im obersten Turmgeschoß, das ab Erdgeschoß über 119 Stufen zu erreichen ist. 2/3 davon können durch eine Liftfahrt ersetzt werden.

## Lage
Der Schwammerlturm liegt westlich des Hauptplatzes nahe der Murbrücke rechts der Mur. Die nur etwa 200 m lange Homanngasse geht von der Mitte des Hauptplatzes west(südwest)wärts ab, führt am historischen Stadttheater vorbei und durch die Durchfahrt des Mautturms hindurch und 40 m danach auf die genietete Eisenbogenbrücke, die in den Stadtteil Waasen führt.
Vor dem Turm geht rechts die Kirchgasse ab und danach links die Zellergasse.